# Paracalliphara
Paracalliphara is een geslacht van wantsen uit de familie van de Scutelleridae (Pantserwantsen). Het geslacht werd voor het eerst wetenschappelijk beschreven door Lyal in 1979.

## Soorten
Het genus is monotypisch en bevat alleen de volgende soort:

- Paracalliphara flagrans (Walker, 1867)